# GTK+
GTK+ (tidligere kaldet GIMP Toolkit) er et åben multiplatform widget værktøj til fremstilling af grafisk brugergrænseflade. 
GTK+ blev oprindelig udviklet som et bibliotek af brugerfladeelementer til billedbehandlingsprogrammet The GIMP, men har siden hen udviklet sig til at være en af de to mest brugte af sin slags på the X Window System, hvor det benyttes til programmering af grafiske brugerflader; det har således sammen med Qt erstattet den tidligere meget populære, men proprietære toolkit Motif. Det vinder ligeledes terræn på andre systemer; der eksisterer eksempelvis en version skrevet til Windows.
GTK+ er en del af GNU-projektet er skrevet under den fri licensaftale LGPL og er open source. Det er standard toolkit på GNOME og Xfce brugergrænseflademiljøet og findes i to hovedversioner: 1.x og 2.x; Den førstnævnte er næsten udfaset på dette tidspunkt, men der findes stadig programmer som bruger denne versionsserie, som f.eks. XMMS. GTK+-programmer findes også til andre styresystemer som Microsoft Windows og Apple MacOS.
Selve GTK+ er skrevet i programmeringssproget C, men der findes en serie bindinger til GTK+, så det også kan bruges direkte i andre sprog. Blandet andet findes der:
- Gtk# til C#
- GTKMM til C++
- Java-GTK, Java-Gnome til Java
- PyGTK til Python
- Ruby-Gnome2 til Ruby
- gtk-fortran til Fortran

Programmer som bruger GTK+ inkluderer:
- Mozilla Firefox
- The GIMP
- Inkscape
- Rhythmbox
- Totem
- AbiWord
- Banshee (Gtk#)
- Muine (Gtk#)
- Beagle (Gtk#)
- F-Spot (Gtk#)